# Dyvika
Dyvika är en propp gjord av trä, kork, plast eller metall. Vanligen avser man en propp som används för att tillsluta ett avtappningshål i botten på en båt. Dyvikan är normalt placerad i sambordet akterut i båten. Dyvikan tas bort vid torrsättning så att eventuellt kvarvarande vatten i båtens nedre botten kan rinna ut; när detta skett monteras dyvikan tillbaka inför kommande sjösättning. Moderna dyvikor vars propp är försedda med gängor underlättar handhavandet vid upptagning och sjösättning.